# Спиритуализъм (философия)
Вижте пояснителната страница за други значения на Спиритуализъм.
Спиритуализъм е философско учение, признаващо превъзходството на духа над материята и разглеждащо материалния свят както творение на духа (Бога) и противоположно по съдържание на материализма. Основната концепция на спиритуализма е, че материалните явления се свеждат към духовни. Спиритуалистите различават две реалности — материалната и духовната, като последната наричат душа или дух. Спиритуалистите спорят с материалистите, като твърдят, че не всичко може да се обясни с материята и не отричат съществуването на Бог.
Отделни учени отъждествяват спиритуализма с идеализма. Например в руската литература „Карманный словарь атеиста“ (1985), се твърди, че „спиритуализмът е необходим компонент на всяка идеалистическа философия“.

## Представители
- в Античността: Платон, Аристотел;
- в Средновековието: свети Тома Аквински;
- XV-XIX век: Декарт, Лайбниц;
- XIX век: Бергсон, Пиер Теяр дьо Шарден.